# Балинаслоу
Балинаслоу (на английски: Ballinasloe; на ирландски: Béal Átha na Slua) е град в централната западна част на Ирландия, провинция Конахт, графство Голуей. Разположен е около река Сък. Шосеен транспортен възел. Има жп гара, открита на 1 август 1851 г. Ежегодно през октомври се провеждат фестивал и панаир на конете, който датират от 1700 г. Населението му е 6049 жители от преброяването през 2006 г. 